# Fluffer

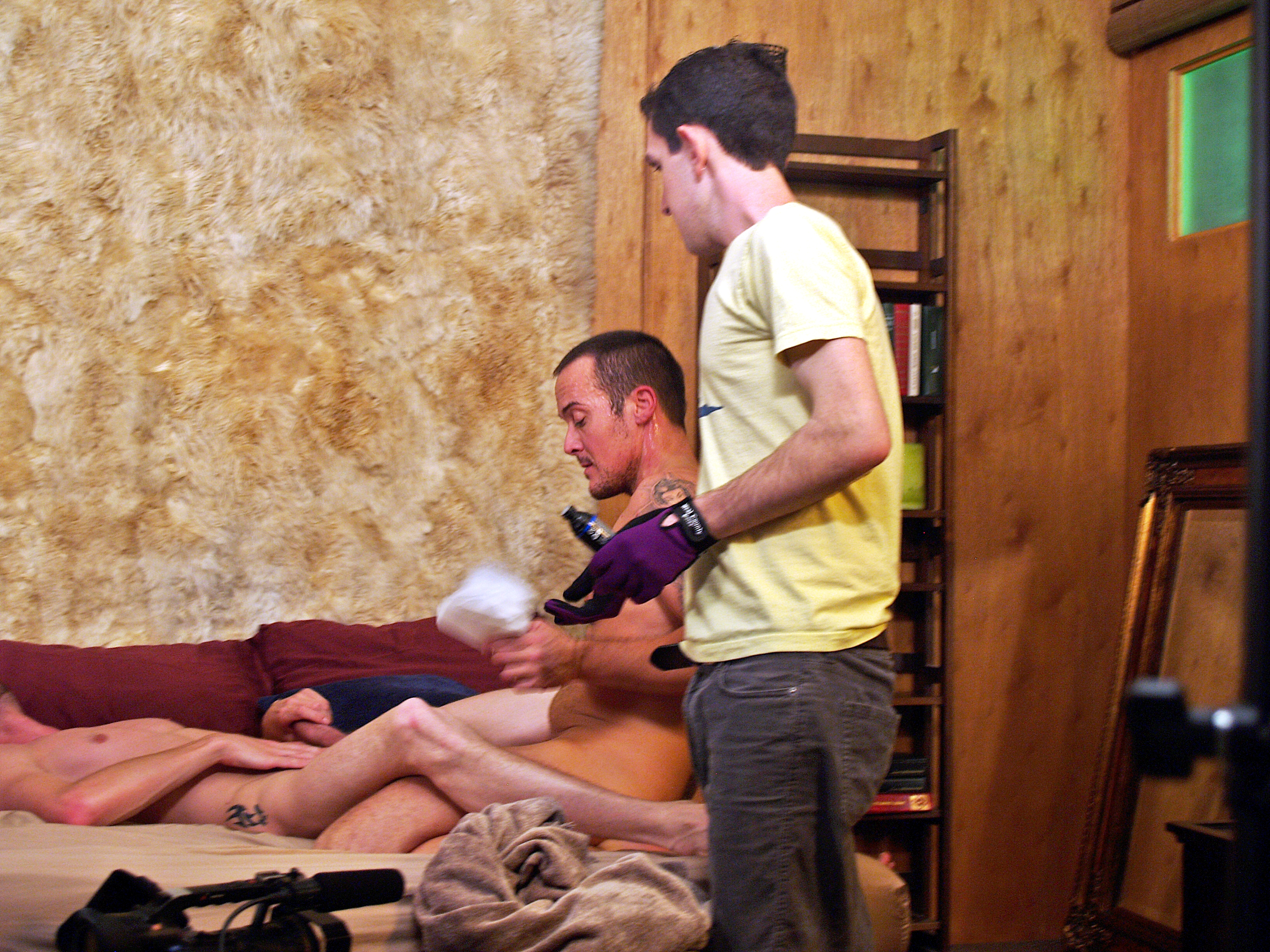
Un fluffer al plató d'una pel·lícula pornogràfica gai.

Un fluffer és una persona contractada per mantenir el penis erecte d'un intèrpret de porno al plató. Després de configurar l'angle desitjat, el director demana als actors que mantinguin la posició i demana al maquillador que els "mantingui" durant la presa. Aquestes tasques es consideren part del departament de maquillatge. Tot i que "fluffing" no implica necessàriament tocar els actors, podria implicar actes sexuals com ara fel·lació o sexe sense penetració.
Segons alguns actors pornogràfics, inclosa Aurora Snow, James Deen i Keiran Lee, els "fluffers" ja no són necessaris, dient que el paper podria haver existit en el passat, però va desaparèixer a causa dels avenços mèdics, com ara el Viagra i els implants, i amb els avenços en pròtesis. Hunter Skott, que ha treballat com a fluffer, va sostenir en una entrevista que "només s'utilitzen per a un gangbang o un bukkake, no per a pel·lícules [porno] normals".
Abans de l'ús pornogràfic, que va entrar en ús a la dècada de 1970, el terme fluffer ha estat utilitzat pel sector immobiliari per referir-se a una persona que posa en escena les cases i com a terme per a una minyona o mestressa de casa que esponja coixins, o en general neteja i prepara l'equip de treball.

## En la cultura popular
Al videojoc de 1998 Fallout 2, és possible que el jugador esdevingui un fluffer per a un estudi postapocalíptic dedicat a la indústria del porno.
La pel·lícula del 2001 The Fluffer tracta sobre un cinèfil enamorat d'una estrella del porno que és heterosexual, per a qui acabaria treballant com a fluffer en porno gai.
A l'episodi 3 de temporada 2 de New Girl titulat "Fluffer", Nick Miller li diu a la protagonista Jessica Day que no serà el seu "fluffer emocional", després d'adonar-se que li està proporcionant estimulació sentimental que li permet mantenir una vida sexual més activa amb un personatge recurrent anomenat Sam Sweeney.
El slasher oníric Knife+Heart segueix un grup de pornògrafs gais de "baixa categoria" a la França dels anys 70. La pel·lícula retrata un personatge anomenat Mouth of Gold, o Mouth, que és un fluffer. A la pel·lícula, és un home de mitjana edat que treballa gratis, ja que viu amb la seva mare.